# Primachină
Primachina este un antimalaric derivat de aminochinolină, fiind utilizat în tratamentul unor forme de malarie, dar și al pneumoniei cauzate de Pneumocystis jirovecii. Calea de administrare disponibilă este cea orală.
Molecula a fost sintetizată pentru prima dată în anul 1946. Se află pe lista medicamentelor esențiale ale Organizației Mondiale a Sănătății. Este disponibil sub formă de medicament generic.

## Utilizări medicale
Primachina prezintă efect gametocid și schizontocid, fiind utilzată în profilaxia malariei cauzate de Plasmodium vivax și Plasmodium ovale.